# 日本革命的共产主义者同盟革命的马克思主义派（探究派）
日本革命的共产主义者同盟革命的马克思主义派（探究派）（日语：／），简称革共同革马派（探究派），通称探究派，是日本的一个新左翼党派，属革共同系。
该组织成立于2019年，分裂自日本革命的共产主义者同盟革命的马克思主义派（革马派），这次分裂被称作“革共同第四次分裂”。该组织主张“反帝国主义、反斯大林主义”。该组织的创始人是松代秀树（北井信弘）。

## 思想
探究派对革马派创始人黑田宽一的思想进行反思，并批判现领导层将黑田宽一的思想“教义化”，使组织沦为“黑田教团”。具体而言，探究派认为现领导层过度神化黑田宽一的功绩，压制批判性的探讨和发展性的议题，从而导致组织的僵化。
此外，探究派批判革马派中央领导层仅仅在形式上沿袭黑田宽一的思想，但未能有效应对现代社会形势和工人运动的变化。他们特别指出，在工人运动和经济学等领域，革马派缺乏理论上的深化，导致其丧失革新性。
基于这些，探究派旨在推翻革马派现领导层，并对组织进行革命性的解体扬弃。为此，他们主张重新评估黑田宽一的实践论和组织创造论，并提出要复兴适应现代课题的新型反斯大林主义运动。
此外，探究派的实际领导者北井信宏批判黑田宽一晚年的思想已向日本民族主义倾斜并发生变质：
- 对“日本人论”的倾斜：黑田晚年提出“日本人论”，表现出强调日本民族特性与文化的倾向。这被批判为背离其一直以来所倡导的国际主义立场，是向民族主义的倾斜。
- 苏联解体后的思想动摇：黑田将苏联解体视为“向黑暗世纪的转变”，加深对世界局势的悲观看法。有观点认为，这种思想上的动摇促使他进一步向民族主义靠拢。
- 实践立场的丧失：黑田晚年逐渐脱离实践性的革命运动，转而偏重于理论探究。这种姿态上的变化被批判为助长其向民族主义的偏离。

这些批判性观点在北井信宏编著的《民族主义的超克――晚年的黑田宽一究竟怎么了》 一书中有详细阐述。
此外，针对俄罗斯入侵乌克兰，现革马派中央与探究派之间也存在分歧，在对乌克兰战争的评价以及对帝国主义势力的态度上，革马派与探究派表现出显著的对立。争论焦点主要如下：
对泽连斯基政权及乌克兰军队的评价
- 革马派的立场：革马派赞赏泽连斯基政权、乌克兰军队、国土防卫队与工人阶级团结一致抵抗俄罗斯侵略军。同时，他们谴责美欧等国未能满足泽连斯基政权所要求的“大量且迅速的武器援助”，称其为“国家利己主义”。
- 探究派的批判：探究派批判革马派支持泽连斯基政权和乌克兰军队，并呼吁北约提供武器的姿态。探究派谴责这种态度与“北约支持派”无异，是将帝国主义伪装成“被压迫国家的解放军”[6]。

对帝国主义势力的态度
- 革马派的立场：革马派谴责美欧帝国主义国家掌权者对乌克兰武器援助不足的态度，称其为“国家利己主义”。他们主张，为了乌克兰的自卫，需要更为积极的支援。
- 探究派的批判：探究派认为革马派支持从帝国主义势力获得武器的姿态存在问题。他们批判道，将帝国主义势力伪装成“被压迫国家的解放军”是错误的，并认为革马派的立场等于堕落为资产阶级民族主义。